# Czesław Michalski (1893–1940)
Czesław Michalski (ur. 17 lipca 1893 w Poznaniu, zm. między 13 a 14 kwietnia 1940 w Katyniu) – porucznik piechoty rezerwy Wojska Polskiego, kawaler Krzyża Walecznych, ofiara zbrodni katyńskiej.

## Życiorys
Urodził się 17 lipca 1893 w Poznaniu, w rodzinie Józefa i Pelagii ze Smukowskich. Absolwent Szkoły Handlowej w Poznaniu. Członek „Sokoła” i Polskiej Organizacji Wojskowej. Uczestnik powstania wielkopolskiego i powstań śląskich. 1 kwietnia 1920 został zatwierdzony w stopniu porucznika z grupy „byłej armii niemieckiej”. Starszeństwo zostało ustalone z dniem 1 czerwca 1919. W październiku 1920 został przeniesiony z Urzędu Likwidacyjnego dla byłej niemieckiej Komendy Obwodowej w Poznaniu do PKU Poznań na stanowisko oficera ewidencyjnego miasta Poznania. W 1923 był oficerem rezerwy 29 pułku piechoty. W 1934 był przydzielony do 56 pułku piechoty i podlegał pod PKU Poznań-Miasto.  
W okresie międzywojennym był wójtem w Puszczykowie.  
Podczas kampanii wrześniowej 1939, po agresji ZSRR na Polskę, w nieznanych okolicznościach aresztowany przez Sowietów. Według stanu z kwietnia 1940 był jeńcem obozu kozielskiego. Między 11 a 12 kwietnia 1940 przekazany do dyspozycji naczelnika Zarządu NKWD Obwodu Smoleńskiego – lista wywózkowa 022/1 z 9 kwietnia 1940 (poz 93, nr akt 2717). Został zamordowany między 13 a 14 kwietnia 1940 w lesie katyńskim przez funkcjonariuszy Obwodowego Zarządu NKWD w Smoleńsku oraz pracowników NKWD przybyłych z Moskwy na mocy decyzji Biura Politycznego KC WKP(b) z 5 marca 1940. Ofiary tej zbrodni grzebano w bezimiennych mogiłach zbiorowych, gdzie od 28 lipca 2000 mieści się oficjalnie Polski Cmentarz Wojenny w Katyniu. W miejscu tym prowadzone były ekshumacje i prace archeologiczne. Zidentyfikowany podczas ekshumacji nadzorowanych przez Niemców w 1943 pod numerem 1497 – dosł. opisany jako Michalski Czeslaw (raport dzienny z 8 maja 1943). Przy jego szczątkach znaleziono: książeczkę wojskową, dowód nadania Medalu Niepodległości, 2 listy, medalik z łańcuszkiem.  Figuruje na liście Komisji Technicznej PCK pod numerem 01497. Znajduje się na liście ofiar opublikowanej w Gońcu Krakowskim nr 116 oraz w Nowym Kurierze Warszawskim nr 127 z 1943. W Archiwum Robla (pakiet 08-01) znajduje się notatnik znaleziony przy zwłokach ppor. piech. rez. Kazimierza Wegenke, w którym obok nazwiska z adresem widnieje adnotacja - „wójt Puszczyki”. 
5 października 2007 minister obrony narodowej Aleksander Szczygło mianował go pośmiertnie na stopień kapitana. Awans został ogłoszony 9 listopada 2007 w Warszawie, w trakcie uroczystości „Katyń Pamiętamy – Uczcijmy Pamięć Bohaterów”. 

### Życie prywatne
18 kwietnia 1922 ożenił się z Zofią z domu Malcahn (ur. 23 kwietnia 1894 w Poznaniu).

## Ordery i odznaczenia
- Krzyż Walecznych[5]
- Medal Niepodległości – 17 marca 1938 „za pracę w dziele odzyskania niepodległości”[24][3]
- Krzyż Kampanii Wrześniowej – pośmiertne 1 stycznia 1986

21 czerwca 1938 Krzyża i Medalu Niepodległości ponownie rozpatrzył wniosek Czesława Michalskiego, lecz Krzyża Niepodległości mu nie przyznał.